# ISU Grand Prix w łyżwiarstwie figurowym 2016/2017
ISU Grand Prix w łyżwiarstwie figurowym 2016/2017 – 22. edycja zawodów w łyżwiarstwie figurowym. Zawodnicy podczas sezonu wystąpili w siedmiu zawodach cyklu rozgrywek. Rywalizacja rozpoczęła się w Chicago 21 października, a zakończyła we francuskiej Goyangu finałem Grand Prix, który odbył się w dniach 8–11 grudnia 2016 roku.

## Kalendarium zawodów
| Lp. | Data                    | Miejsce     | Zawody                     | Źr. |
| --- | ----------------------- | ----------- | -------------------------- | --- |
| 1   | 21–23 października 2016 | Chicago     | Skate America              |     |
| 2   | 28–30 października 2016 | Mississauga | Skate Canada International |     |
| 3   | 4–6 listopada 2016      | Moskwa      | Rostelecom Cup             |     |
| 4   | 11–13 listopada 2016    | Paryż       | Trophée de France          |     |
| 5   | 18–20 listopada 2016    | Pekin       | Cup of China               |     |
| 6   | 25–27 listopada 2016    | Sapporo     | NHK Trophy                 |     |
| 7   | 8–11 grudnia 2016       | Marsylia    | Finał Grand Prix           |     |

## Medaliści

### Soliści
| Zawody                     | 1. miejsce       | 2. miejsce   | 3. miejsce       | Źr.   |
| -------------------------- | ---------------- | ------------ | ---------------- | ----- |
| Skate America              | Shōma Uno        | Jason Brown  | Adam Rippon      | [ 1 ] |
| Skate Canada International | Patrick Chan     | Yuzuru Hanyū | Kevin Reynolds   | [ 2 ] |
| Rostelecom Cup             | Javier Fernández | Shōma Uno    | Alexei Bychenko  | [ 3 ] |
| Trophée de France          | Javier Fernández | Dienis Tien  | Adam Rippon      | [ 4 ] |
| Cup of China               | Patrick Chan     | Jin Boyang   | Siergiej Woronow | [ 5 ] |
| NHK Trophy                 | Yuzuru Hanyū     | Nathan Chen  | Keiji Tanaka     | [ 6 ] |
| Finał Grand Prix           | Yuzuru Hanyū     | Nathan Chen  | Shōma Uno        | [ 7 ] |

### Solistki
| Zawody                     | 1. miejsce              | 2. miejsce       | 3. miejsce               | Źr.    |
| -------------------------- | ----------------------- | ---------------- | ------------------------ | ------ |
| Skate America              | Ashley Wagner           | Mariah Bell      | Mai Mihara               | [ 8 ]  |
| Skate Canada International | Jewgienija Miedwiediewa | Kaetlyn Osmond   | Satoko Miyahara          | [ 9 ]  |
| Rostelecom Cup             | Anna Pogoriła           | Jelena Radionowa | Courtney Hicks           | [ 10 ] |
| Trophée de France          | Jewgienija Miedwiediewa | Marija Sotskowa  | Wakaba Higuchi           | [ 11 ] |
| Cup of China               | Jelena Radionowa        | Kaetlyn Osmond   | Jelizawieta Tuktamyszewa | [ 12 ] |
| NHK Trophy                 | Anna Pogoriła           | Satoko Miyahara  | Marija Sotskowa          | [ 13 ] |
| Finał Grand Prix           | Jewgienija Miedwiediewa | Satoko Miyahara  | Anna Pogoriła            | [ 14 ] |

### Pary sportowe
| Zawody                     | 1. miejsce                             | 2. miejsce                             | 3. miejsce                             | Źr.    |
| -------------------------- | -------------------------------------- | -------------------------------------- | -------------------------------------- | ------ |
| Skate America              | Julianne Séguin / Charlie Bilodeau     | Haven Denney / Brandon Frazier         | Jewgienija Tarasowa / Władimir Morozow | [ 15 ] |
| Skate Canada International | Meagan Duhamel / Eric Radford          | Yu Xiaoyu / Zhang Hao                  | Lubow Iluszeczkina / Dylan Moscovitch  | [ 16 ] |
| Rostelecom Cup             | Alona Sawczenko / Bruno Massot         | Natalja Zabijako / Aleksandr Enbiert   | Kristina Astachowa / Aleksiej Rogonow  | [ 17 ] |
| Trophée de France          | Alona Sawczenko / Bruno Massot         | Jewgienija Tarasowa / Władimir Morozow | Vanessa James / Morgan Ciprès          | [ 18 ] |
| Cup of China               | Yu Xiaoyu / Zhang Hao                  | Peng Cheng / Jin Yang                  | Lubow Iluszeczkina / Dylan Moscovitch  | [ 19 ] |
| NHK Trophy                 | Meagan Duhamel / Eric Radford          | Peng Cheng / Jin Yang                  | Wang Xuehan / Wang Lei                 | [ 20 ] |
| Finał Grand Prix           | Jewgienija Tarasowa / Władimir Morozow | Yu Xiaoyu / Zhang Hao                  | Meagan Duhamel / Eric Radford          | [ 21 ] |

### Pary taneczne
| Zawody                     | 1. miejsce                              | 2. miejsce                              | 3. miejsce                             | Źr.    |
| -------------------------- | --------------------------------------- | --------------------------------------- | -------------------------------------- | ------ |
| Skate America              | Maia Shibutani / Alex Shibutani         | Madison Hubbell / Zachary Donohue       | Jekatierina Bobrowa / Dmitrij Sołowjow | [ 22 ] |
| Skate Canada International | Tessa Virtue / Scott Moir               | Madison Chock / Evan Bates              | Piper Gilles / Paul Poirier            | [ 23 ] |
| Rostelecom Cup             | Jekatierina Bobrowa / Dmitrij Sołowjow  | Madison Chock / Evan Bates              | Kaitlyn Weaver / Andrew Poje           | [ 24 ] |
| Trophée de France          | Gabriella Papadakis / Guillaume Cizeron | Madison Hubbell / Zachary Donohue       | Piper Gilles / Paul Poirier            | [ 25 ] |
| Cup of China               | Maia Shibutani / Alex Shibutani         | Kaitlyn Weaver / Andrew Poje            | Aleksandra Stiepanowa / Iwan Bukin     | [ 26 ] |
| NHK Trophy                 | Tessa Virtue / Scott Moir               | Gabriella Papadakis / Guillaume Cizeron | Anna Cappellini / Luca Lanotte         | [ 27 ] |
| Finał Grand Prix           | Tessa Virtue / Scott Moir               | Gabriella Papadakis / Guillaume Cizeron | Maia Shibutani / Alex Shibutani        | [ 28 ] |

## Klasyfikacje punktowe
| Miejsce w zawodach | Liczba punktów   | Liczba punktów              |
| Miejsce w zawodach | Soliści Solistki | Pary sportowe Pary taneczne |
| ------------------ | ---------------- | --------------------------- |
| 1.                 | 15               | 15                          |
| 2.                 | 13               | 13                          |
| 3.                 | 11               | 11                          |
| 4.                 | 9                | 9                           |
| 5.                 | 7                | 7                           |
| 6.                 | 5                | 5                           |
| 7.                 | 4                | —                           |
| 8.                 | 3                | —                           |

Awans do finału Grand Prix zdobywa 6 najlepszych zawodników/par w każdej z konkurencji.
Pomimo uzyskania kwalifikacji do finału Grand Prix, z zawodów finałowych wycofała się niemiecka para sportowa Alona Sawczenko / Bruno Massot. Zostali zastąpieni przez rosyjską parę Natalja Zabijako / Aleksandr Enbiert, która zajmowała 7. miejsce w klasyfikacji punktowej.
| Poz.                                           | Zawodnik                                       | Punkty                                         |
| Miejsca 1–6: kwalifikacja do Finału Grand Prix | Miejsca 1–6: kwalifikacja do Finału Grand Prix | Miejsca 1–6: kwalifikacja do Finału Grand Prix |
| ---------------------------------------------- | ---------------------------------------------- | ---------------------------------------------- |
| 1                                              | Javier Fernández                               | 30                                             |
| 2                                              | Patrick Chan                                   | 30                                             |
| 3                                              | Yuzuru Hanyū                                   | 28                                             |
| 4                                              | Shōma Uno                                      | 28                                             |
| 5                                              | Nathan Chen                                    | 22                                             |
| 6                                              | Adam Rippon                                    | 22                                             |
| Miejsca 7–9: rezerwa do Finału Grand Prix      |                                                |                                                |
| 7                                              | Jin Boyang                                     | 20                                             |
| 8                                              | Siergiej Woronow                               | 19                                             |
| 9                                              | Alexei Bychenko                                | 18                                             |
| 10                                             | Jason Brown                                    | 18                                             |

| Poz.                                           | Zawodniczka                                    | Punkty                                         |
| Miejsca 1–6: kwalifikacja do Finału Grand Prix | Miejsca 1–6: kwalifikacja do Finału Grand Prix | Miejsca 1–6: kwalifikacja do Finału Grand Prix |
| ---------------------------------------------- | ---------------------------------------------- | ---------------------------------------------- |
| 1                                              | Jewgienija Miedwiediewa                        | 30                                             |
| 2                                              | Anna Pogoriła                                  | 30                                             |
| 3                                              | Jelena Radionowa                               | 28                                             |
| 4                                              | Kaetlyn Osmond                                 | 26                                             |
| 5                                              | Marija Sotskowa                                | 24                                             |
| 6                                              | Satoko Miyahara                                | 24                                             |
| Miejsca 7–9: rezerwa do Finału Grand Prix      |                                                |                                                |
| 7                                              | Ashley Wagner                                  | 20                                             |
| 8                                              | Jelizawieta Tuktamyszewa                       | 20                                             |
| 9                                              | Mai Mihara                                     | 20                                             |
| 10                                             | Wakaba Higuchi                                 | 20                                             |

| Poz.                                           | Zawodnicy                                      | Punkty                                         |
| Miejsca 1–6: kwalifikacja do Finału Grand Prix | Miejsca 1–6: kwalifikacja do Finału Grand Prix | Miejsca 1–6: kwalifikacja do Finału Grand Prix |
| ---------------------------------------------- | ---------------------------------------------- | ---------------------------------------------- |
| 1                                              | Meagan Duhamel / Eric Radford                  | 30                                             |
| 2                                              | Alona Sawczenko / Bruno Massot                 | 30                                             |
| 3                                              | Yu Xiaoyu / Zhang Hao                          | 28                                             |
| 4                                              | Peng Cheng / Jin Yang                          | 26                                             |
| 5                                              | Jewgienija Tarasowa / Władimir Morozow         | 24                                             |
| 6                                              | Julianne Seguin / Charlie Bilodeau             | 22                                             |
| Miejsca 7–9: rezerwa do Finału Grand Prix      |                                                |                                                |
| 7                                              | Natalja Zabijako / Aleksandr Enbiert           | 22                                             |
| 8                                              | Haven Denney / Brandon Frazier                 | 22                                             |
| 9                                              | Lubow Iluszeczkina / Dylan Moscovitch          | 22                                             |
| 10                                             | Vanessa James / Morgan Ciprès                  | 20                                             |

| Poz.                                           | Zawodnicy                                      | Punkty                                         |
| Miejsca 1–6: kwalifikacja do Finału Grand Prix | Miejsca 1–6: kwalifikacja do Finału Grand Prix | Miejsca 1–6: kwalifikacja do Finału Grand Prix |
| ---------------------------------------------- | ---------------------------------------------- | ---------------------------------------------- |
| 1                                              | Tessa Virtue / Scott Moir                      | 30                                             |
| 2                                              | Maia Shibutani / Alex Shibutani                | 30                                             |
| 3                                              | Gabriella Papadakis / Guillaume Cizeron        | 28                                             |
| 4                                              | Jekatierina Bobrowa / Dmitrij Sołowjow         | 26                                             |
| 5                                              | Madison Chock / Evan Bates                     | 26                                             |
| 6                                              | Madison Hubbell / Zachary Donohue              | 26                                             |
| Miejsca 7–9: rezerwa do Finału Grand Prix      |                                                |                                                |
| 7                                              | Kaitlyn Weaver / Andrew Poje                   | 24                                             |
| 8                                              | Piper Gilles / Paul Poirier                    | 22                                             |
| 9                                              | Anna Cappellini / Luca Lanotte                 | 20                                             |
| 10                                             | Aleksandra Stiepanowa / Iwan Bukin             | 18                                             |